# Diocese de Garanhuns
A Diocese de Garanhuns (Dioecesis Garanhunensis) é uma circunscrição eclesiástica da Igreja Católica no Brasil, pertencente à Província Eclesiástica de Olinda e Recife e ao Regional Nordeste II da Conferência Nacional dos Bispos do Brasil. A sé episcopal está na Catedral de Santo Antônio, na cidade de Garanhuns, estado de Pernambuco. O padroeiro diocesano é São José.

## Histórico
A Diocese de Garanhuns foi erigida no dia 2 de agosto de 1918 pelo Papa Bento XV. Por meio da bula Archidioecesis Olindensis et Recifensis, o papa cria também a Diocese de Nazaré e acrescenta seis municípios à Diocese de Floresta. Por outro lado, a mesma bula suprime a Diocese de Floresta e transfere sua sede para Pesqueira, criada diocese por esse mesmo documento pontifício. A Diocese de Garanhuns foi desmembrada da Arquidiocese de Olinda e Recife.

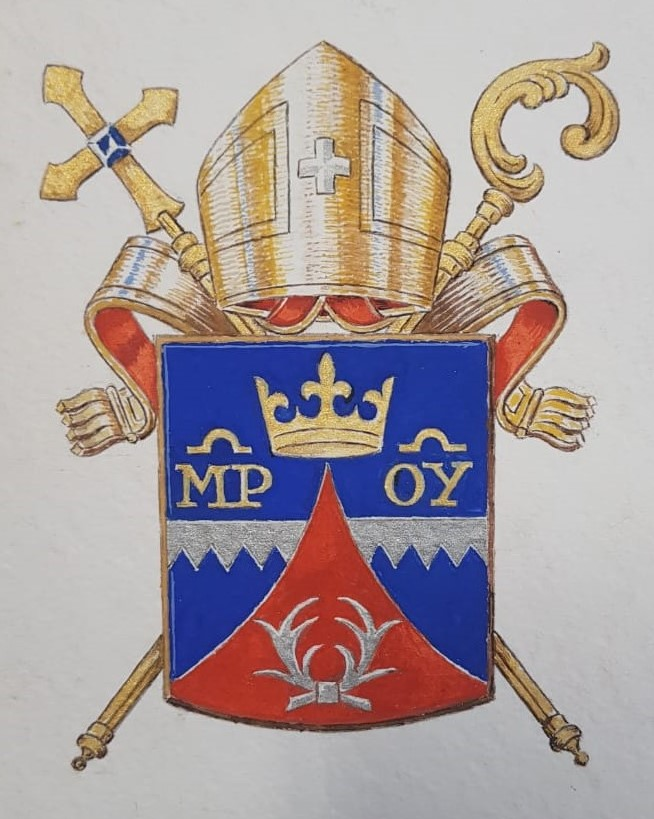
Brasão - Diocese de Garanhuns

## Demografia e paróquias
Em 2015 a diocese contava com uma população aproximada de 677.152 habitantes, com 82,7% de católicos.
O território da diocese é de 8.734 km², organizado em 37 paróquias e 1 área pastoral, distribuídas em 26 municípios: Águas Belas, Angelim, Bom Conselho, Brejão, Caetés, Calçado, Canhotinho, Capoeiras, Correntes, Garanhuns, Iati, Itaíba, Jucati, Jupi, Jurema, Lagoa do Ouro, Lajedo, Palmeirina, Panelas, Paranatama, Quipapá, Saloá, São Benedito do Sul, São Bento do Una, São João e Terezinha.
Estas são as paróquias da diocese:

### 1. Vicariato Norte (7)
Calçado: Nossa Senhora de Lourdes
Jupi: Nossa Senhora do Rosário
Jucati: Santa Terezinha do Menino Jesus
Lajedo: Santo Antônio
Lajedo: Santa Mãe de Deus 
São Bento do Una: Senhor Bom Jesus dos Pobres Aflitos
São Bento do Una:  Nossa Senhora do Rosário de Fátima

### 2. Vicariato Sul (6)
Brejão: Santa Cruz
Terezinha: Santa Teresinha, São Luís e Santa Zélia
Bom Conselho: Jesus, Maria e José
Bom Conselho: Santa Isabel da Hungria (Distrito de Rainha Isabel)
Correntes: Nossa Senhora da Conceição
Lagoa do Ouro: Nossa Senhora da Conceição

### 3. Vicariato Leste 1 (4)
São João: São João Batista 
Angelim: São José
Palmeirina: Nossa Senhora da Conceição
Canhotinho: Nossa Senhora da Conceição

### 4. Vicariato Leste 2 (5)
Quipapá: Nossa Senhora da Conceição
São Benedito do Sul: São Benedito
Jurema: Nossa Senhora da Conceição
Panelas: Senhor Bom Jesus dos Remédios
Panelas: Nossa Senhora da Conceição (Distrito de Cruzes)

### 5. Vicariato Sudoeste (4)
Iati: São Paulo Apóstolo
Águas Belas: Nossa Senhora da Conceição
Águas Belas: São Sebastião
Itaíba: Nossa Senhora Mãe dos Homens

### 6. Vicariato Oeste (4)
Caetés: São Caetano
Capoeiras: São José
Paranatama: São Luís Gonzaga
Saloá: São Vicente de Paulo

### 7. Vicariato Centro (7 + 1)
Garanhuns: Santo Antônio (Catedral)
Garanhuns: São Sebastião (Boa Vista)
Garanhuns: Nossa Senhora do Perpétuo Socorro (Heliópolis)
Garanhuns: Santa Teresa do Menino Jesus (Magano)
Garanhuns: Sagrado Coração de Jesus (Francisco Figueira - Cohab II)
Garanhuns: Sagrada Família (Severiano de Moraes Filho - Cohab I)
Garanhuns: Cristo Redentor (Indiano)
Garanhuns: Área Pastoral-Missionária D. Hélder Câmara (Cohab III)

## Bispos
Bispos encarregados:
|        | Nome                                      | Período   | Notas                                 |
| Bispos | Bispos                                    | Bispos    | Bispos                                |
| ------ | ----------------------------------------- | --------- | ------------------------------------- |
| 12º    | Agnaldo Temóteo da Silveira               | 2024-     |                                       |
| 11º    | Paulo Jackson Nóbrega de Sousa            | 2015-2023 | Nomeado Arcebispo de Olinda e Recife  |
| 10º    | Fernando José Monteiro Guimarães, C.Ss.R. | 2008-2014 | Nomeado Ordinário-Militar do Brasil   |
| 9º     | Irineu Roque Scherer                      | 1998-2007 | Nomeado Bispo de Joinville            |
| 8º     | Tiago Postma                              | 1974-1995 |                                       |
| 7º     | Milton Corrêa Pereira                     | 1967-1973 | Nomeado Arcebispo-coadjutor de Manaus |
| 6º     | José Adelino Dantas                       | 1958-1967 | Nomeado Bispo de Ruy Barbosa          |
| 5º     | Francisco Expedito Lopes                  | 1954-1957 |                                       |
| 4º     | Juvêncio de Brito                         | 1945-1954 |                                       |
| 3º     | Mário de Miranda Vilas-Boas               | 1938-1944 | Nomeado Arcebispo de Belém do Pará    |
| 2º     | Manoel Antônio de Paiva                   | 1929-1937 |                                       |
| 1º     | João Tavares de Moura                     | 1919-1928 |                                       |